# Chrysiogenales
Ordre
Les Chrysiogenales sont un ordre monotypique de bacilles Gram négatifs de la classe des Chrysiogenia. Son nom provient de Chrysiogenes qui est le genre type de cet ordre.
Selon la LPSN (23 avril 2025) cet ordre ne contient qu'une seule famille, les Chrysiogenaceae Garrity & Holt 2002.

## Taxonomie
Cet ordre est décrit pour la première fois en 2001 par G.M. Garrity & J.G. Holt dans la deuxième édition du Bergey's Manual of Systematic Bacteriology. Il est validé l'année suivante par une publication dans l'IJSEM.
Le nom correct complet (avec auteur) de ce taxon est Chrysiogenales Garrity & Holt 2002.
Son genre type est Chrysiogenes Macy et al. 1996.

### Étymologie
L'étymologie de cet ordre est la suivante : Chrysiogenes (N.L. masc. n. ), genre-type de l'ordre; suff. -ales (L. fem. pl. n.), suffixe définissant un ordrer; Chrysiogenales (N.L. fem. pl. n.), l'ordre des Chrysiogenes.